# ACMAT TPK 420 VCT
Le ACMAT TPK 420 VCT (véhicule de commandement et de transmission) est un véhicule terrestre militaire français, réalisé durant la guerre froide. Son principal utilisateur est l’Armée de terre française.
Le véhicule a été évolutif au fur et à mesure de sa carrière, puisqu’il s’agit toujours du même depuis celui commandé par Valéry Giscard d’Estaing en 1978 qui remplaçait le Dodge comand car d'après-guerre. 